# Napoleone Longo
Napoleone Longo (San Biagio Platani, 1901 – 1986) was een Italiaans componist en dirigent. Hij is de vader van de componist, muziekpedagoog, dirigent, trompettist en bugelist Ercole Agatino Longo. 

## Levensloop
Longo kreeg van zijn vader Ercole Longo zijn eerste muziekles. In 1924 vertrok hij naar Argentinië en dirigeerde aldaar verschillende banda's (harmonieorkesten). In 1932 kwam hij terug naar zijn geboorteland. Later ging hij naar Afrika en werd tot 1934 dirigent van de Banda del Camicie Nere di Asmara in Eritrea. Vervolgens kwam hij terug naar zijn geboorteplaats en werd dirigent van de Banda dell'Associazione musicale S. Biagio Platani tot 1945. Na de oorlog werd hij dirigent van de Associazione Culturale Musicale Complesso Bandistico "V. Bellini" Montallegro alsook van de Banda di Santo Stefano Quisquina (tot 1952). Vervolgens dirigeerde hij de Banda "Scarlatti" di Cattolica Eraclea (1952-1956) en daarna de Banda Musicale "V. Bellini" in Siculiana (1956-1960). Sinds 1960 was hij dirigent van nieuwe Associazione "Amici della Musica" "G. Verdi – Giovanni Napoleone Longo" Città di San Biagio Platani. 
Longo schreef als componist een aantal werken voor banda (harmonieorkest).

## Composities

### Werken voor banda (harmonieorkest)
- Aurora primaverile, marcia sinfonica
- Carolina, marcia sinfonica
- Cattolica, marcia sinfonica
- Eraclea, marcia sinfonica
- Fortitudo, symfonisch gedicht
- Giovanna, marcia sinfonica
- Ines, marcia sinfonica
- Santo Stefano, marcia sinfonica
- Siete senza cuore, marcia sinfonica
- Siculiana, marcia sinfonica